# 王克 (1936年)
王克（1936年9月—），男，中华人民共和国政治人物，曾任最高人民检察院检察委员会委员，中央纪委驻最高检纪检组组长。